# Ålands förvaltningsdomstol
Ålands förvaltningsdomstol är en finländsk förvaltningsdomstol med säte i Mariehamn på Åland. Den prövar förvaltningsrättsliga mål och ärenden inom landskapets hela område. Domstolen är organisatoriskt självständig men verkar i anslutning till Ålands tingsrätt och lyder under Högsta förvaltningsdomstolen.

## Historik
Domstolen inrättades den 28 juni 1994 genom att lagen om Ålands förvaltningsdomstol (547/1994) trädde i kraft. Samtidigt övertog den alla pågående ärenden från den tidigare länsrätten på Åland.

## Domkrets
Ålands förvaltningsdomstols domkrets omfattar hela Ålands landskap. Domstolen är belägen i Statens ämbetshus, Mariehamn.

## Organisation
Lagmannen vid Ålands tingsrätt är administrativ chef för domstolen. Den dömande verksamheten leds av en särskild förvaltningsdomare, som fungerar som ordförande vid sammanträden. Övriga ledamöter är tingsdomare vid Ålands tingsrätt. 
Om förvaltningsdomaren har förhinder fungerar lagmannen som ordförande. Innan en förvaltningsdomare eller suppleant utses ska Ålands landskapsregering höras.